# Sinofobia en Japón

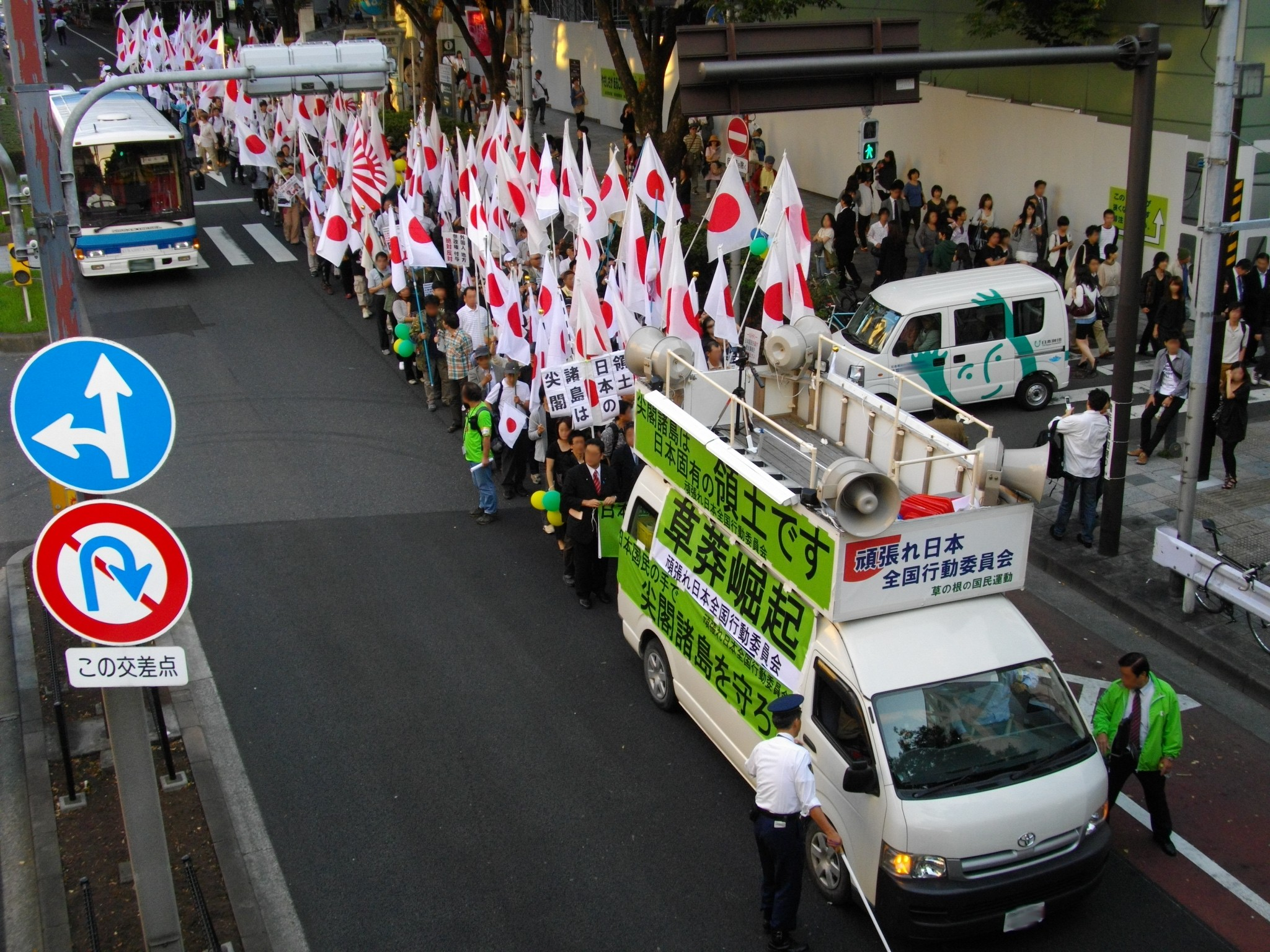
Protestas contra el gobierno chino en Shibuya, en medio de las disputas por las Islas Sendoku en 2012.

La sinofobia en Japón se refiere al sentimiento antichino del cual se tiene registro desde la Era Tokugawa. Desde 2002, dichos sentimientos tuvieron un crecimiento significativo. Según el Pew Global Attitude Project (2008), la perspectiva desfavorable de China fue del 84%, la opinión desfavorable de los chinos fue del 73%.

## Era Tokugawa
Desde 1600 hasta 1868, durante la Era Tokugawa, Japón se transformó de un país dividido por la guerra civil a un Estado unificado, estable y maduro. Esta era visto un intento de eliminar la influencia extranjera, incluida la china, en la cultura japonesa.
Durante este tiempo, Japón permaneció aislado del mundo, por lo que su cultura se desarrolló con muy poca influencia extranjera. Uno de los principales movimientos culturales de la Era Tokugawa fue la institución de una rama de la erudición llamada kokugaku (国学), literalmente "Estudios nacionales" y comúnmente traducida como "Estudios japoneses". Los practicantes del movimiento, o kokugakushu, intentaron distinguir entre lo que era la genuina cultura japonesa y lo que era la cultura extranjera, y restaurar la cultura japonesa a lo que era antes de la influencia de los extranjeros —especialmente de los chinos—. Su trabajo tenía un gran enfoque en el sintoísmo, religión autóctona de Japón. Los primeros confucianos Tokugawa intentaron vincular el sintoísmo con China identificando sus orígenes chinos. La escuela Hirata del movimiento kokugaku respondió iniciando un proyecto para "japonizar" el I Ching, un libro que fue una gran influencia en el sintoísmo, al afirmar que era de origen japonés. El proyecto se completó con Aizawa Seishisai vaciando el I Ching de su contenido chino. El aumento de autoestima nacional durante este tiempo dio lugar a que Japón se viera a sí mismo como el centro de un "mundo civilizado rodeado de bárbaros".

## Restauración Meiji
Desde 1866 hasta 1869, durante la Restauración Meiji de Japón, el país pudo alcanzar el progreso de las naciones occidentales. Mientras tanto, China se hundía en un estado de profunda disfunción. Aunque Yukichi Fukuzawa se negó a reconocer a China como un mal amigo en "Datsu-A Ron" (traducido a "Argumento para dejar/salir de Asia"), esta no era la actitud predominante y la conciencia discriminatoria hacia China permaneció.
Estos sentimientos sinófobos alimentaron las atrocidades de los soldados imperiales cometidas contra los chinos durante la Segunda Guerra Mundial, que culminaron en la Masacre de Nankín. La segunda guerra sino-japonesa se cobró la vida de más de 20 000 000 de chinos, en su mayoría civiles. Las pérdidas materiales sufridas por los chinos se valoraron en $ 383 000 millones de dólares según el tipo de cambio de julio de 1937, aproximadamente 50 veces el PBI de Japón en ese momento (7 700 millones de dólares).

## Post-Segunda Guerra Mundial

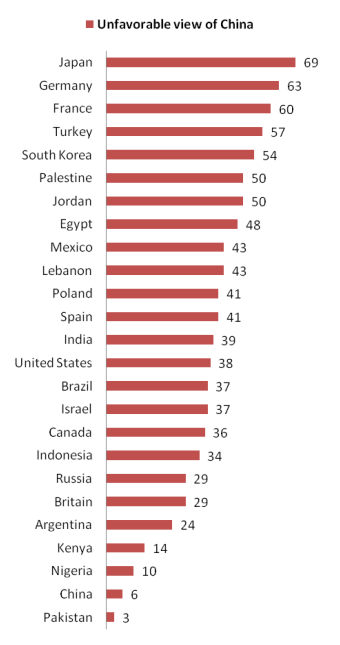
Perspectivas desfavorables de la República Popular China (2009). Las opiniones negativas de China son especialmente fuertes en Japón, Alemania y Francia.

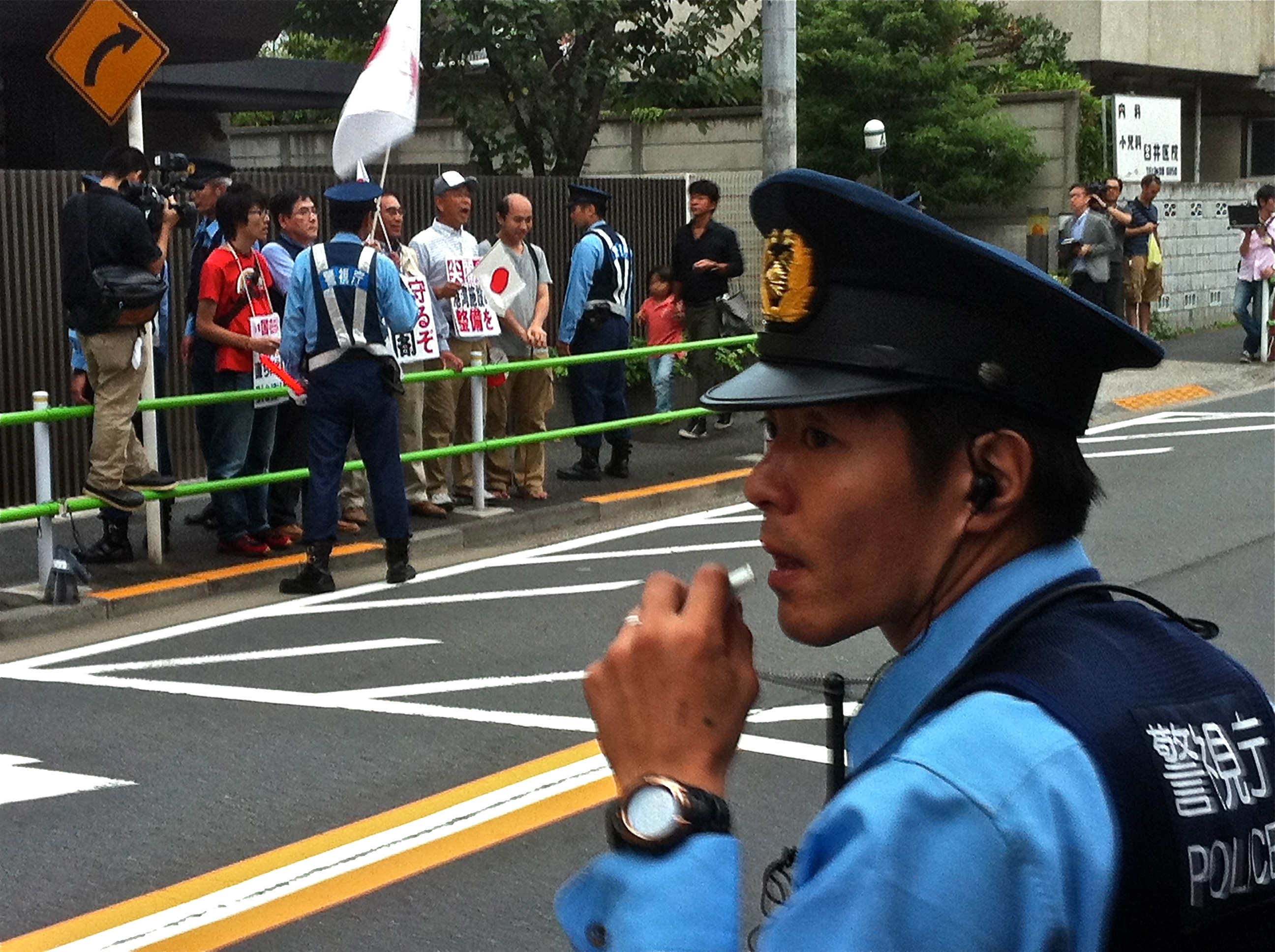
Los agentes de policía vigilan las protestas contra los chinos frente a la Embajada de China en Tokio, Japón, durante la disputa de las Islas Senkaku en el 2012.

Tras el final de la Segunda Guerra Mundial, los sentimientos abiertamente sinófobos fueron sofocados y se volvieron tabú en los medios de comunicación, a pesar de que Japón y China tomaron lados opuestos en la Guerra Fría. Excepto en algunos casos, como el nombre japonés para "Mar de la China Meridional" y un término alternativo para el ramen, el uso de la palabra Shina (支那; China) casi desapareció.
Hubo pocos contactos entre Japón y China en las décadas siguientes. Hubo poca discusión sobre China hasta que la relación entre los países se normalizó en 1972, cuando hubo un gran interés en Japón por su vecino. China renunció a las reparaciones por la Segunda Guerra Mundial, en parte para evitar parecer menos generosa que Taiwán, que antes había hecho lo mismo, y para fortalecer su posición contra la Unión Soviética. La respuesta fue de considerable gratitud y buena voluntad en Japón. La sinofobia estaba confinada al contexto del miedo al comunismo. La animosidad pública hacia China fue mínima en comparación con la animosidad pública contra la Unión Soviética, y prevaleció un ambiente amistoso. También se observaron mejoras en las actitudes sociales hacia los residentes étnicos chinos de Japón, junto con otras minorías como los zainichis coreanos y los ainu.
Sin embargo, desde el 2000, Japón ha visto un resurgimiento gradual de los sentimientos antichinos. Los sentimientos xenófobos se combinan con los efectos de una relación política cada vez más tensa entre Japón y China. Muchos japoneses creen que China está utilizando el tema de la historia accidentada de los países, como las controversias sobre libros de historia japoneses y las visitas oficiales al Santuario Yasukuni, como una tarjeta diplomática y para convertir a Japón en el chivo expiatorio de la política nacional. Los disturbios antijaponeses en la primavera de 2005 causaron más miedo de China entre el público japonés. Los sentimientos antichinos en Japón han estado en un fuerte aumento desde el 2002. Según el Pew Global Attitude Project (2008), la perspectiva desfavorable de China fue del 84%, la opinión desfavorable de los chinos fue del 73%.